# Говартс, Абрахам
Абрахам Говартс (нидерл. Abraham Govaerts; 30 августа 1589, Антверпен — 9 сентября 1626) — фламандский живописец, мастер «кабинетных пейзажей» малого формата с тщательной проработкой деталей.

## Жизнь и творчество
Абрахам Говартс родился в семье торговца произведениями искусства. Художественное образование получил в мастерских Яна Брейгеля Старшего и Гиллиса ван Конингсло. В 1607/1608 годах Абрахам Говартс становится мастером в антверпенской Гильдии святого Луки, объединявшей живописцев этого города. В 1622 году он вступил в брак с Изабеллой Гиллис, от которой имел двух дочерей. Обладал известным достатком, владея в Антверпене двумя домами.
Абрахам Говартс имел много учеников, среди которых следует назвать таких мастеров, как Франц Снейдерс, Александр Кейринкс, Никлас Артсен, Ганс Гронрийтс.

## Творчество
Художник писал лесные пейзажи, на которых фигуры людей и животных исполняли другие мастера, например Гендрик де Клерк, Франс Франкен Младший и Иеронимус Франкен. Его работы отличаются богатством красок и мастерской передачей световых эффектов. Кроме пейзажей, создавал полотна на историческую, библейскую и мифологическую тематику, в которых ощущается влияние маньеризма.

## Галерея

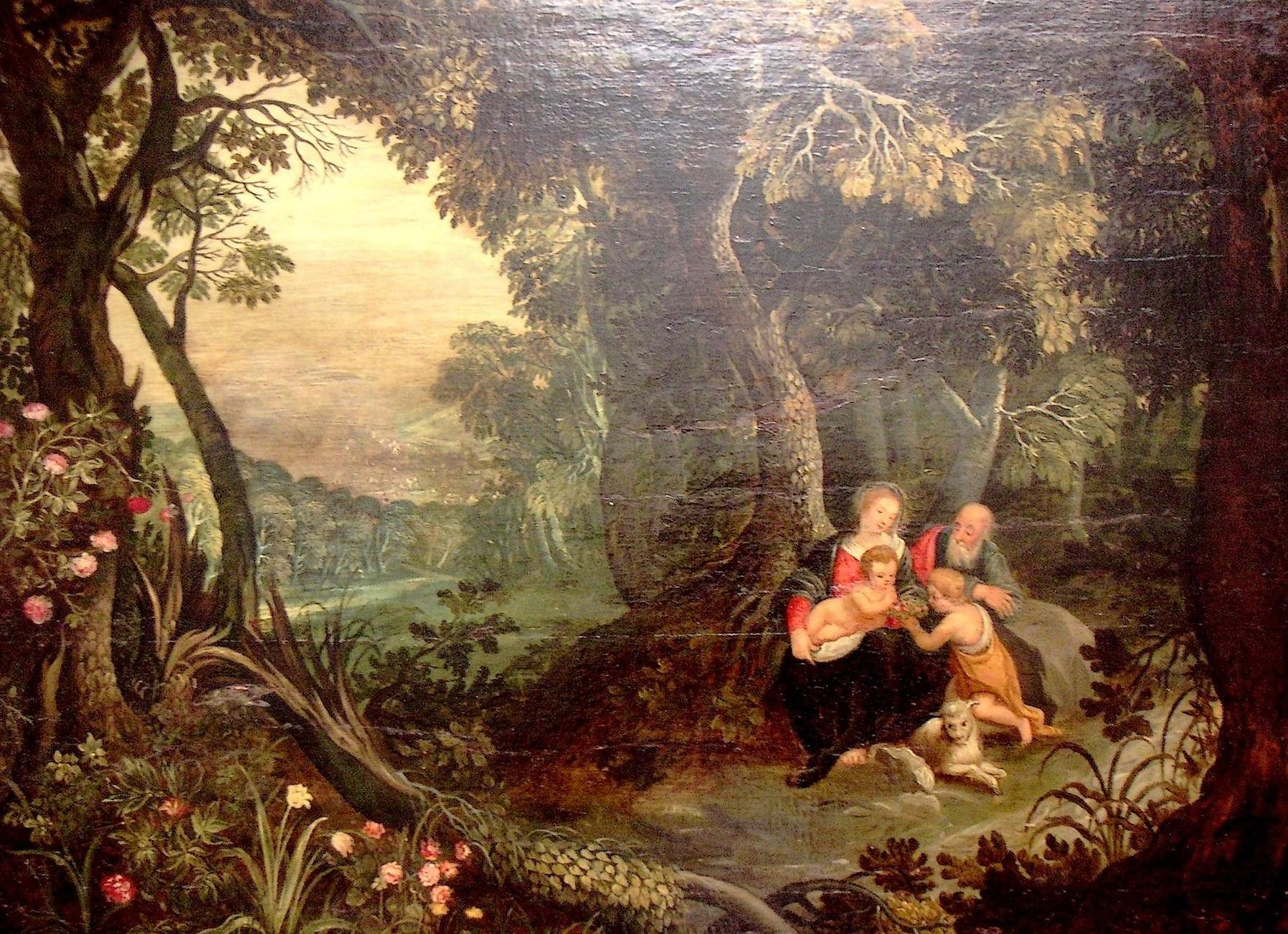
А.Говардс и Ф.Франкен Младший, Святое семейство в лесу.
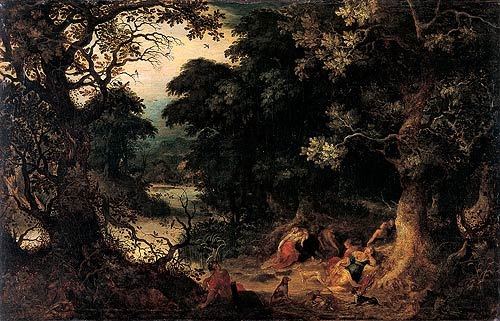
Лесной пейзаж с отдыхающей Дианой (1614)
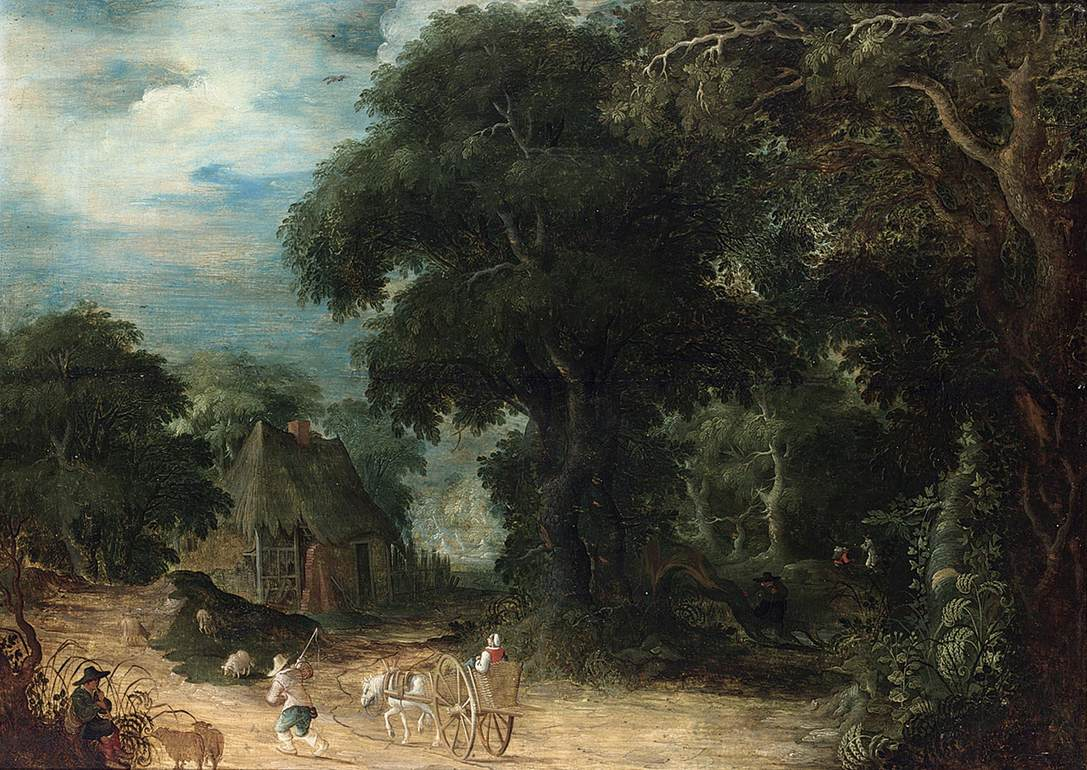
Лесной пейзаж
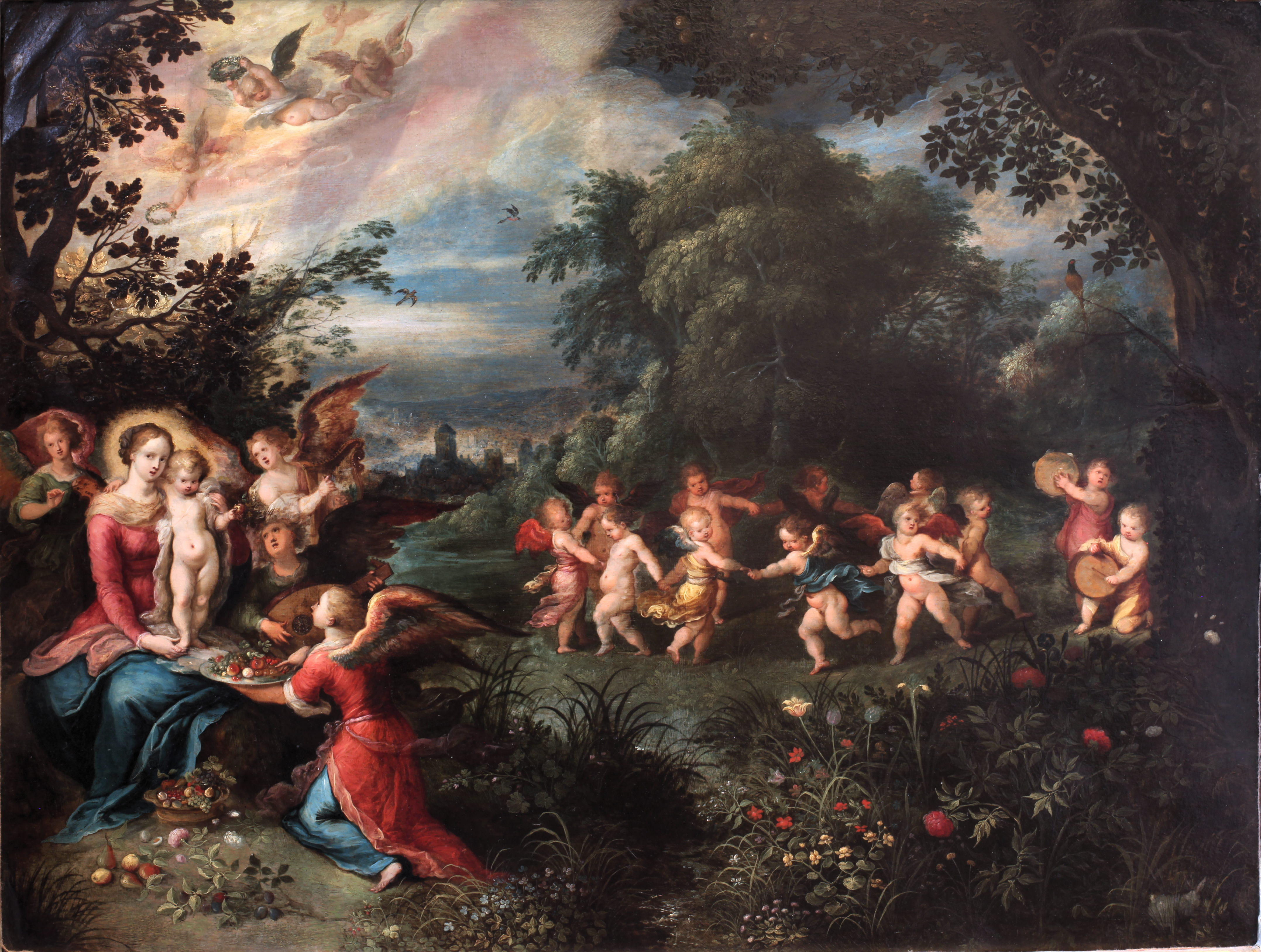
А.Говардс и Ф.Франкен Младший, Богоматерь с младенцем на фоне пейзажа
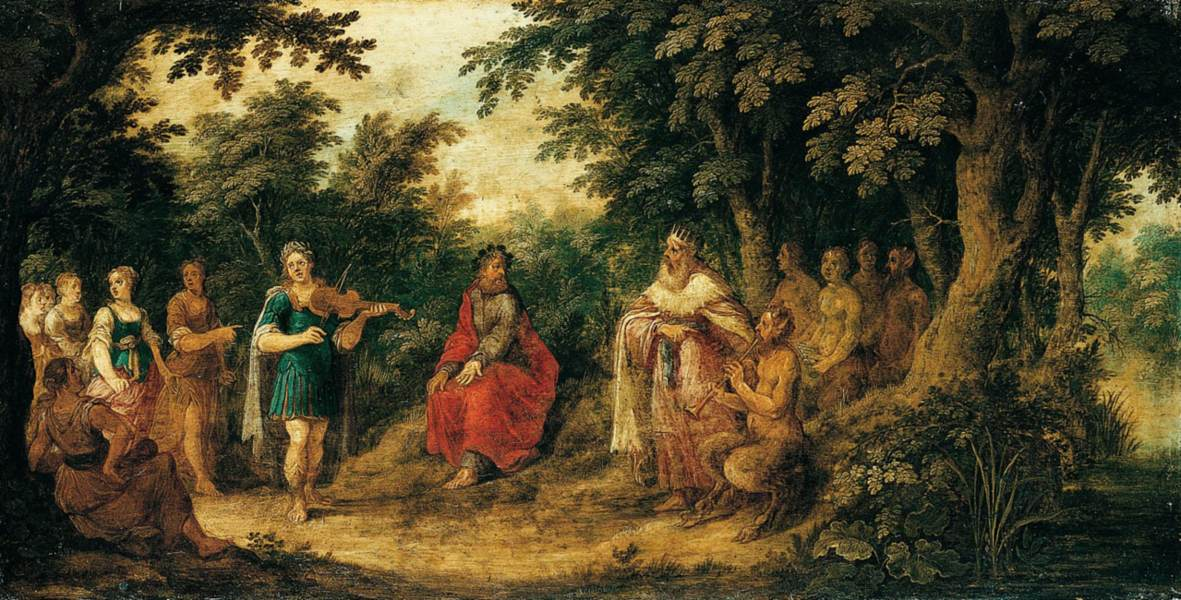
Суд Мидаса.